# René Strehler
René Strehler (Affoltern am Albis, Zuric, 13 d'abril de 1934) és un ciclista suís, ja retirat, que va ser professional entre 1955 i 1962.
En el seu palmarès destaca el Campionat de Suïssa en ruta de 1960 i el Tour de Romandia de 1955, així com diverses etapes a la Volta a Suïssa.

## Palmarès
- 1955
  - 1r del Tour de Romandia i vencedor de 2 etapes
  - Vencedor d'una etapa a la Volta a Suïssa
- 1956
  - Vencedor d'una etapa del Tour de Romandia
  - Vencedor de 3 etapes a la Volta a Suïssa
- 1960
  -  Campió de Suïssa en ruta
  - 1r de la Berna-Ginebra
  - 1r del Tour del Nord-oest

### Resultats al Tour de França
- 1960. 37è de la classificació general